# Let It Be (film)
Let It Be is de documentaire uit 1970 die de opnames van het gelijknamige album Let it Be van The Beatles toont.

## Concept
Na de opnames van The Beatles krijgt Paul McCartney het idee om het opnameproces van het volgende Beatles-album integraal op te nemen op film. In 1969 trokken The Beatles, en later keyboardspeler Billy Preston, voor dit project in de Twickenham Film Studio te Londen. De opnamesessie werden de Get Back-sessies genoemd, omdat het de bedoeling was, dat The Beatles terug zouden gaan naar hun roots, het live spelen van muziek.

## Opnames in de Twickenham Studio
Vele uren aan materiaal werd opgenomen, waarbij nieuwe nummers werden ingestudeerd en oude favorieten van The Beatles werden gespeeld. De constante aanwezigheid van de camera's en het feit dat The Beatles, in tegenstelling tot het voorgaande album The Beatles, alles samen wilden doen, legde echter veel druk op de muzikanten. De spanningen liepen in bepaalde situaties hoog op, maar de aanwezigheid van de camera's en Billy Preston, zorgden ervoor dat grote woordenwisselingen uitbleven.
Toen bleek dat de onderlinge spanningen te hoog opliepen, besloten de bandleden, achter de schermen, het project af te blazen. Climax van de film zou een liveoptreden van The Beatles worden; het eerste in 3 jaar tijd. Aangezien het project halsoverkop werd afgesloten, werd besloten de nieuwe nummers te spelen vanaf het dak van het Apple-gebouw in het centrum van Londen. Dit concert is bekend geworden als het zogenaamde Rooftop Concert, een concept dat later door diverse bands is geïmiteerd.

## Muziek en het album
Na het beëindigen van het project werden Get Back en Don't let me down uitgegeven op single. De overige opnames bleven ongebruikt tot na de release van Abbey Road. Hierna bleek dat The Beatles al hun kruit verschoten hadden en er voorlopig geen nieuw album meer zou komen. Veel restmateriaal uit de Get Back-sessies, een flink aantal van de geschreven nummers verscheen op Abbey Road, bleek echter van zo'n hoge kwaliteit te zijn, dat men het zonde vond om deze niet te gebruiken.
In plaats van deze opnames als livealbum uit te brengen, wat oorspronkelijk de bedoeling was, werd besloten om ze te laten remixen door producer Phil Spector; bekend van zijn 'Wall of Sound'. Hij bewerkte de opnames en voegde onder andere koor- en orkestpartijen toe. Deze opnames verschenen in 1970 onder de naam Let It Be op lp. Met name Paul McCartney was ontevreden over de bewerkingen van Phil Spector, die volgens hem afbreuk deden aan de oorspronkelijke opnames. In 2003 verscheen dan uiteindelijk het album Let It Be...Naked, dat de opnames liet horen, zoals ze ooit bedoeld waren.

## De film
De film Let It Be ging 20 mei 1970 in première, en ontving een Oscar en een Grammy Award voor beste originele soundtrack. In plaats van een document van een groep van wereldformaat, die werkte naar een groots liveoptreden, was het meer een document van een supergroep die op zijn laatste benen loopt en kapot gaat aan onderlinge spanningen.
Begin jaren 80 wordt de film in beperkte oplage uitgegeven op VHS video en laserdisk. Dit is de enige release geweest van dit materiaal. Op dit moment zijn deze opnames enkel op bootleg te verkrijgen. Plannen voor een geremasterde versie op dvd staan voorlopig op een laag pitje, omdat de film nog te omstreden wordt geacht. Diverse opnames uit de Get Back-sessies zijn wel te zien en horen op de Anthology-dvd's en cd's.

## Get back
Op verzoek van Paul McCartney en Ringo Star, de enige nog levende Beatles, maakte regisseur Peter Jackson tussen 2018 en 2021 een remake van de film onder de titel Get Back Om een vinger in de pap te houden, traden de initiatiefnemers zelf op als producers, aangevuld met de weduwes van John Lennon en George Harrison. Het project leverde een driedelige docu op van in totaal bijna zevenenhalf uur lang. De onvrede over de film van Michael Lindsay-Hogg was daarmee weggenomen.